# Plantago paradoxa
Plantago paradoxa är en grobladsväxtart som beskrevs av J. D. Hook.. Plantago paradoxa ingår i släktet kämpar, och familjen grobladsväxter. Inga underarter finns listade i Catalogue of Life.